# Sacro Monte di Varese
El Sacro Monte del Rosario o Sacro Monte di Varese es un santuario italiano ubicado en Varese en la provincia homónima (Lombardía). Es uno de los nueve Sacri Monti de Piamonte y de Lombardía incluidos en la lista del Patrimonio Mundial de la Unesco desde 2003. La entidad «Santuario di Santa Maria del Monte» tiene su domicilio en Via Assunzione, 21, Frazione Santa Maria del Monte, 21100 Varese (VA).
Lugar de peregrinación desde la Edad Media por la iglesia de Santa Maria del Monte y luego por el monasterio de los miembros de la Orden local milanesa de los Ambrosiani o Ambrosini (Frates Sancti Ambrosii ad Nemus), fundado en el año 1474, este Sacro Monte di Varese fue construido después del Concilio de Trento. Los trabajos se iniciaron en el año 1604, a lo largo de dos kilómetros de recorrido de adoquines que muestra los misterios del Rosario, que se convirtió en popular a partir de la batalla de Lepanto (1571). 

Parece que los italianos no son capaces de mirar un lugar elevado sin desear ponerle cualquier cosa en la cima, y pocas veces lo han hecho más felizmente que en el Sacro Monte di Varese
 Samuel Butler Alps and Sanctuaries of Piedmont and the Canton Ticino, 1881

## La historia
El monte sacro de Varese respeta plenamente la idea según la cual la propuesta de un Sacro Monte debe colocarse en un ambiente natural de relevante interés paisajístico, sobre una altura donde preexistiera una tradición secular de peregrinación y de testimonios de fe.

El paisaje en el monte Orona (o Monte di Velate) —ubicado en el interior del Parco Naturale del Campo dei Fiori— en cuyas laderas se encuentra el camino de adoquines de más de dos kilómetros de largo, que toca las 14 capillas, es aquel típico de los prealpes varesinos, con grandes bosques de hayas, castaños y nogales. En estas alturas ya había testimonios de relevantes manifestaciones de fe cuyos orígenes se pierden en la leyenda. Se dice que en el lugar en el que se encuentra el santuario dedicado a la Virgen (punto de llegada del recorrido devocional) ya en el siglo IV existió una capilla que hizo construir San Ambrosio como agradecimiento por la victoria sobre los arrianos.

Es cierto que existió en este lugar un santuario románico del siglo XI (del que se conserva la cripta), construido quizás sobre un edificio precedente altomedieval; estaba dotado con un nártex externo para acoger a los fieles. Ya entonces, como ahora, afluían de hecho al santuario sobre el monte Orona fieles provenientes de todos lados, desde Milán y del cantón del Tesino. En torno al santuario se fue progresivamente agregando un pueblo con casas para los sacerdotes y para los laicos que allí trabajaban, con albergue para los peregrinos.
El santuario, ya insuficiente para acoger a los peregrinos, fue casi enteramente reconstruido en 1472 sobre diseño del arquitecto Bartolomeo Gadio; se mantiene la planta de tres ábsides. A una nueva ampliación renacentista se debe la nave unida a la derecha.

Todavía en la segunda mitad del siglo XV las beatas Caterina da Pallanza y Giuliana da Busto Arsizio, devenidas entonces fundadoras de la Orden de las monjas ambrosianas, se retiraron a un eremitorio adyacente al Santuario, para llevar una vida de oración; su ejemplo fue seguido por otras jóvenes mujeres. En 1474 el papa Sixto IV concedió a la comunidad que erigiera un monasterio y el 10 de agosto de 1476 las religiosas tomaron el velo.

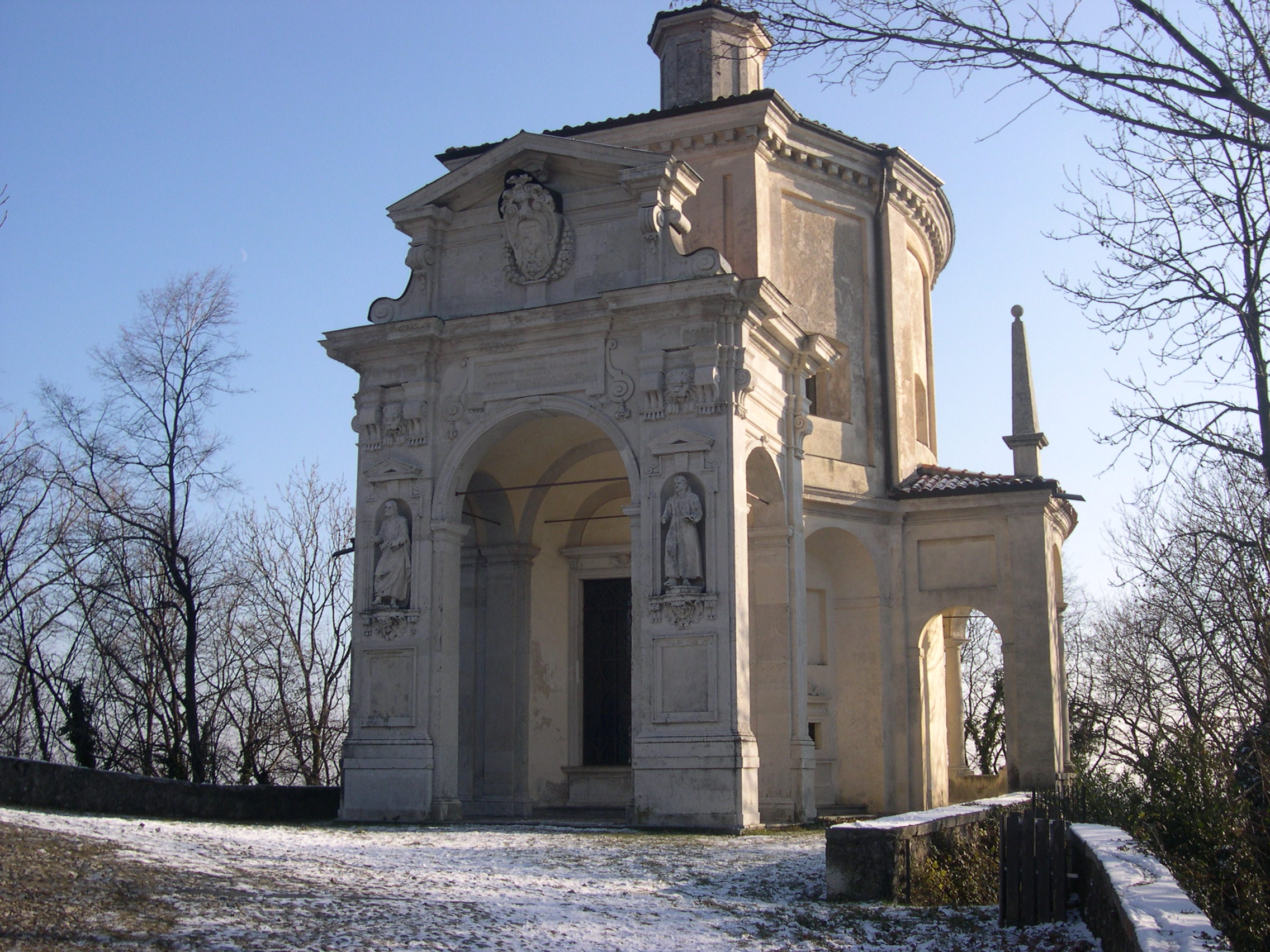
Capilla XII, Ascensión de Jesús al cielo

Fue una de las eremitas del monasterio, la hermana María Tecla Cid, quien concibió a inicios del siglo XVII la idea de un recorrido capaz de comunicar la llanura de Varese con el santuario y el pueblo sobre el monte de Santa María, ofreciendo consuelo y la ocasión de meditar sobre los misterios del rosario.

La idea encontró un apoyo entusiasta e infatigable sostén organizativo por parte del padre capuchino Giovanni Battista Aguggiari que consiguió involucrar en la empresa a algunas familias nobles milanesas y a extender la recolecta de fondos a la comunidad de fieles de numerosos lugares sobre un amplio territorio que lo rodeaba. 
En 1604 fue convocado el arquitecto Giuseppe Bernascone, llamado il Mancino para el proyecto de diversas capillas y del recorrido escenográfico a lo largo de las laderas del monte: él fue el verdadero director artístico de la realización de todo el complejo devocional. Mancino se dedicó con gran empeño a esta empresa, la más importante de su carrera, y se convirtió en director indiscutido de la realización de todo el complejo devocional, confiriéndole una refinada fisionomía tardo manierista. De tal modo nació en 1604, la Fabbrica del Ss. Rosario. 
Se debe recordar que el rezo del Rosario se codificó en la forma actual por el papa Pío V en 1569 y desde entonces se había extendido como forma de rezo colectivo, incluso en los ritos procesionales. Se comprende así que se entendiera deseable y urgente que las numerosas procesiones al santuario de la Virgen pudieran desarrollarse en la cornisa teatral de un ascenso escalonado por la sucesión rítmica de las oraciones con pausas en las que meditar de frente a los misterios representados plásticamente y de manera vívida en las capillas.
Gracias a generosas donaciones, la construcción fue más rápida que la de los otros montes sacros, y trece de las capillas se terminaron en 1623. En 1698 se acabaron las obras en su forma actual, incluidas las estatuas de terracota pintada y los frescos que tienen la finalidad de ampliar de manera ilusionista la escena de los diversos misterios.
Como conviene al rosario, las capillas se dividen en grupos de cinco, separadas entre ellas por arcos triunfales y fuentes para que se refrescaran los peregrinos. Las capillas realizadas por Bernascone son 14, una menos que los misterios del rosario, quizá el santuario —meta del recorrido— asume la función de 15.ª y última capilla, gracias a la construcción realizada en aquellos años, de un nuevo altar en mármol dedicado a la Coronación de la Virgen, que conserva una talla de madera del siglo XIV, objeto de especial veneración.
La rapidez de las labores en los primeros veinte años de la Fabbrica del Ss. Rosario (que parece, para aquellos tiempos, una cosa milagrosa) fue fruto no sólo de las posibilidades financieras, sino también de la indudable capacidad organizativa del Padre Aguggiari y de los otros «diputados de la Fabbrica»: la diversidad de la mano de obra necesaria (albañiles, carpinteros, estuquistas, etc.) fueron reclutados con ofertas de trabajo colocadas en los mercados de Como, Lugano y Varese.
Hasta 1610 las obras fueron coordinadas por los «diputados» de la Fabbrica; posteriormente se produjo un interés directo y constante por parte de Federico Borromeo. En 1612, después de ima visita pastoral escribió los Decreti que disciplinaban, en un modo a veces detallado, el plano de realización del Sacro Monte, en especie por el programa iconográfico que debía inspirarse en los cánones artísticos postridentinos. En esa misma época el cardenal milanés supervisaba también la realización del Sacro Monte di Orta y el de Arona. El complejo prealpino de los montes sacros piamonteses y lombardos, debía, en su diseño, configurarse como una especie de ideal barrera defensiva de la fe contra la Reforma protestante difundida en el norte de Europa hecho de alturas sacralizadas, testimonio de una fe popular antigua y del empeño contrarreformista de la Iglesia católica.
Después de la interrupción debida a la peste de 1630-32, prosiguieron sobre todo las tareas de decoración de las capillas, obras que en 1698 resultaron acabadas.
El estilo arquitectónico de las capillas, de los arcos triunfales y de las fuentes es variado, inspirado en los modos estilísticos del manierismo. Las estatuas y los frescos que adornan las capillas constituyen en su complejo un elevado testimonio del arte sagrado del siglo XVII en la zona milanesa.